# Jarluty Duże
Jarluty Duże – wieś sołectwo w Polsce położona w województwie mazowieckim, w powiecie ciechanowskim, w gminie Regimin.
W latach 1975–1998 miejscowość administracyjnie należała do województwa ciechanowskiego.